# Sverre Eklund
Sverre Kristoffer Eklund, född 21 april 1924 i Fredrikstad, död 31 augusti 1988, var en norsk-svensk konstnär.
Han var son till hantverkaren Haldor Eklund och hans hustru Lilly Fredrikke. Eklund studerade vid Statens håndverks- og kunstindustriskole i Oslo 1939 och vid norska konstakademien 1940-1942. Han lämnade Norge och fortsatte sina studier vid Konstakademien i Stockholm 1942-1944, han företog därefter studieresor till Frankrike och Italien 1947. Han debuterade i en utställning i Norge 1939 och medverkade därefter i ett flertal samlingsutställningar. Hans konst består av fruktstilleben och landskapsmotiv.